# Ишимче
Ишимче, Iximché — археологическое городище цивилизации майя на территории Гватемалы. После крушения цивилизации майя Ишимче был столицей постмайяского государства Какчикель до 1524 года, когда был завоёван испанцами.